# Ulovlig indtrængen
Ulovlig indtrængen (også benævnt husfredskrænkelse) er betegnelsen for det forhold, at en person uberettiget skaffer sig adgang til et ikke-offentligt sted. For at gøre handlingen strafbar, skal den indtrængende have forsæt til uberettiget at skaffe sig adgang til det ikke-offentlige sted. 

## Straffeloven
Ulovlig indtrængen er strafbar efter den danske straffelov § 264, der er sålydende:
§ 264: Med bøde eller fængsel indtil 6 måneder straffes den, som uberettiget
1) skaffer sig adgang 1038) til fremmed hus eller andet ikke frit tilgængeligt sted,
2) undlader at forlade fremmed grund efter at være opfordret dertil.
Stk.2. Begås det i stk. 1, nr. 1, nævnte forhold med forsæt til at skaffe sig eller gøre sig bekendt med oplysninger om en virksomheds erhvervshemmeligheder, eller foreligger der i øvrigt særligt skærpende omstændigheder, kan straffen stige til fængsel indtil 6 år. Som særligt skærpende omstændighed anses navnlig tilfælde, hvor forholdet er begået under sådanne omstændigheder, at det påfører andre en betydelig skade eller indebærer en særlig risiko herfor.
| Jura | Spire Denne juraartikel er en spire som bør udbygges. Du er velkommen til at hjælpe Wikipedia ved at udvide den. |